# Österreichische Alpine Skimeisterschaften 1932
Die Österreichischen Alpinen Skimeisterschaften 1932 fanden am 20. und 21. Februar in Zell am See statt.

## Herren

### Abfahrt
| Platz | Name                | Zeit        |
| ----- | ------------------- | ----------- |
| 01    | Franz Zingerle      | 11:15,8 min |
| 02    | Friedl Däuber (DEU) | 11:21,0 min |
| 03    | Leo Gasperl         | 11:30,2 min |
| 04    | Hans Hauser         | 11:31,8 min |
| 05    | Franz Pfnür (DEU)   | 11:47,0 min |
| 06    | Hannes Schroll      | 11:49,2 min |
| 07    | Max Hauser          | 11:51,2 min |
| 08    | Sepp Benedikter     | 11:52,0 min |
| 09    | Christian Blattl    | 11:53,0 min |
| 10    | Peter Radacher      | 12:00,0 min |

Datum: 20. Februar 1932

Ort: Zell am See

Piste: Schmittenhöhe Nordabfahrt

Streckenlänge: 8 km

Höhendifferenz: 1150 m

### Slalom
| Platz | Name                | Zeit       |
| ----- | ------------------- | ---------- |
| 01    | Friedl Wolfgang     | 2:56,2 min |
| 02    | Hans Hauser         | 2:57,7 min |
| 03    | Friedl Däuber (DEU) | 2:58,7 min |
| 04    | Franz Zingerle      | 3:00,3 min |
| 05    | Sepp Benedikter     | 3:03,6 min |
| 06    | Leo Gasperl         | 3:08,8 min |
| 07    | Alfred Stoll (DEU)  | 3:19,2 min |
| 08    | Haberl              | 3:19,3 min |
| 09    | Franz Pfnür (DEU)   | 3:19,9 min |
| 10    | Harald Lettner      | 3:22,0 min |

Datum: 21. Februar 1932

Ort: Zell am See

### Kombination
| Platz | Name                | Punkte     |
| ----- | ------------------- | ---------- |
| 01    | Franz Zingerle      | 98,860     |
| 02    | Hans Hauser         | 98,470     |
| 03    | Friedl Däuber (DEU) | (98,920) * |
| 04    | Friedl Wolfgang     | 95,905     |
| 05    | Sepp Benedikter     | 95,435     |
| 06    | Franz Pfnür (DEU)   | 91,845     |
| 07    | Alfred Stoll (DEU)  | 88,255     |
| 08    | Harald Lettner      | 88,100     |
| 09    | Haberl              | 86,910     |
| 10    | Hannes Schroll      | 85,035     |

* Aufgrund einer falsch berechneten Strafzeit für einen Torfehler und sich daraus ergebender falscher Punktezahl wurde Däuber zunächst als Sieger der Kombination gewertet. Nach einem Protest des Tiroler Landesskiverbandes wurde das Ergebnis korrigiert und Däuber auf den dritten Platz zurück gereiht.

## Damen

### Abfahrt
| Platz | Name                      | Zeit        |
| ----- | ------------------------- | ----------- |
| 01    | Irma Schmidegg            | 10:31,0 min |
| 02    | Grete Bogensberger        | 10:44,5 min |
| 03    | Käthe Lettner             | 10:57,0 min |
| 04    | Hadi Lantschner           | 11:04,0 min |
| 05    | Hilde Wohlmann            | 11:50,5 min |
| 06    | Annemarie Honigmann (DEU) | 12:02,5 min |
| 07    | Emmy Ripper               | 12:04,5 min |
| 08    | Waltraut Brunner          | 12:35,5 min |
| 09    | Steffi Heller             | 12:54,5 min |
| 10    | Herma Szabó               | 13:01,0 min |

Datum: 20. Februar 1932

Ort: Zell am See

Piste: Schmittenhöhe Nordabfahrt

Streckenlänge: 4 km

Höhendifferenz: 700 m

### Slalom
| Platz | Name             | Zeit       |
| ----- | ---------------- | ---------- |
| 01    | Irma Schmidegg   | 4:36,6 min |
| 02    | Hadi Lantschner  | 4:51,6 min |
| 03    | Lisbeth Polland  | 4:55,0 min |
| 04    | Hilde Wohlmann   | 5:23,4 min |
| 05    | Emmy Ripper      | 5:43,2 min |
| 06    | Käthe Lettner    | 5:48,5 min |
| 07    | Waltraud Brunner | 6:45,1 min |
| 08    | Susi Büncker     | 6:50,1 min |
| 09    | Terry Kuhnert    | 7:45,2 min |
| 10    | Maria Wittich    | ?          |

Datum: 21. Februar 1932

Ort: Zell am See

### Kombination
| Platz | Name            | Punkte  |
| ----- | --------------- | ------- |
| 1     | Irma Schmidegg  | 100,000 |
| 2     | Hadi Lantschner | 094,935 |
| 3     | Käthe Lettner   | 087,705 |
| 4     | Hilde Wohlmann  | 087,145 |
| 5     | Emmy Ripper     | 083,850 |
| 6     | Lisbeth Polland | 083,470 |